# A Kind of Magic (singl)
"A Kind of Magic" je singl britanskog rock sastava Queen koji je izdan 17. ožujka 1986. godine. Pjesmu je napisao bubnjar Roger Taylor, a nalazi se na istoimenom albumu iz 1986. Pjesma je, kao i gotovo sve s albuma, napisana za potrebe filma Highlander.

## Pjesma
Frazu "A Kind of Magic" koristi glavni glumac filma Christopher Lambert. Tayloru se fraza toliko svidjela da je ponavlja tijekom pjesme nekoliko puta. U samoj pjesmi upotrijebio je još nekoliko frazi iz filma: "one prize, one goal"; "no mortal man": "there can be only one".
Singl verziju je skladao Freddie Mercury, dok je verziju iz filma skladao Taylor.
Pjesma je objavljena na kompilaciji Greates Hits II iz 1991. godine.
Iako se pojavljuje u filmu, Taylorova verzija pjesme nije službeno objavljena do specijalnog izdanja albuma 2011. godine.

## Izvedbe uživo
Sastav Queen pjesmu je izvodio uživo tijekom svoje posljednje turneje Magic Tour 86.
Sastav Queen + Paul Rodgers je pjesmu izvodio uživo tijekom turneje Rock The Cosmos Tour. Na nekim koncertima otpjevao ju je Taylor.

## Glazbeni spot
Glazbeni spot snimljen je u jednom napuštenom skladištu u Londonu, Engleska. Freddie Mercury glumi mađioničara koji ostale članove sastava iz usnulih beskućnika pretvara u rock glazbenike. Tijekom spota animirani likovi plešu u ritmu pjesme.

## Top ljestvice
| Zemlja     | Najviša pozicija |
| ---------- | ---------------- |
| UK         | 3                |
| Irska      | 3                |
| USA        | 42               |
| Francuska  | 5                |
| Australija | 6                |
| Njemačka   | 6                |
| Austrija   | 12               |
| Švicarska  | 3                |

## Vanjske poveznice
- Tekst pjesme "A Kind of Magic"